# Hälltjärnen (Gunnilbo socken, Västmanland)
Hälltjärnen är en sjö i Skinnskattebergs kommun i Västmanland och ingår i Norrströms huvudavrinningsområde.